# Blue Hills
Le Blue Hills costituiscono il punto più alto di tutto il territorio britannico d'oltremare di Turks e Caicos nei Caraibi arrivando ad un'altezza di 49 m s.l.m., in particolare si trovano nella parte nordoccidentale dell'isola di Providenciales.

## Insediamenti
In corrispondenza delle Blue Hills c'è il piccolo insediamento omonimo di Blue Hills, il più antico di quelli presenti sull'isola. La piccola cittadina fu infatti fondata nel XVII secolo quando, in corrispondenza con il fiorire dell'industria del sale sulle isole di Grand Turk e di Salt Cay, alcune persone arrivarono sull'isola per guadagnarsi da vivere con la pesca ed il recupero dei relitti dei frequenti naufragi dovuti alle barriere coralline della zona.
Per quanto piccolo, l'insediamento è la capitale del distretto amministrativo di Providenciales e West Caicos.